# Ambrogio II di Arluno
Ambrogio (Arluno, ... – 1051) fu vescovo di Lodi dal 1027 fino alla sua morte.
Proveniente probabilmente da una famiglia di valvassori di Arluno, Ambrogio fece carriera nella Chiesa milanese e divenne un uomo di fiducia dell'arcivescovo Ariberto d'Intimiano.
Nel 1027 morì il vescovo di Lodi, Notcherio. Ariberto, in forza del diritto di nomina e consacrazione del vescovo lodigiano, concessogli da Corrado II alla sua elezione nel 1024, gli scelse come successore Ambrogio e lo consacrò. Ma i lodigiani, oltraggiati da quello che consideravano un'illegittima intromissione di Milano nei loro affari, rifiutarono al nuovo vescovo l'entrata in città. Ariberto raccolse quindi un esercito e pose Lodi sotto assedio sinché i suoi cittadini accettarono il nuovo vescovo e davanti ai cancelli della città gli giurarono fedeltà.
Secondo Arnolfo, sebbene Ambrogio si rivelasse un buon vescovo, l'imposizione di Ambrogio come vescovo è alla base della secolare ostilità di Lodi a Milano.